# Smellie Peak
Der Smellie Peak ist ein isolierter, dreiseitiger und rund 695 m hoher Berg auf der westantarktischen James-Ross-Insel. Er ragt 2 km nordöstlich des Stickle Ridge und 2,8 km südlich des San-José-Passes auf. Seine Nordflanke enthält eine markant tiefrote pyroklastische Gesteinseinheit.
Das UK Antarctic Place-Names Committee benannte ihn 2006 nach John Laidlaw Smellie (* 1953), langjährige Geologe des British Antarctic Survey.